# Comissão Internacional de Direitos Humanos de Gays e Lésbicas
Comissão Internacional de Direitos Humanos de Gays e Lésbicas (em inglês:  International Gay and Lesbian Human Rights Commission - IGLHRC) é uma organização internacional empenhada no combate contra violações dos direitos humanos de lésbicas, gays, bissexuais, pessoas transgêneres e pessoas portadoras do vírus HIV/AIDS.
A IGLHRC foi fundada por ativistas russos e estado-unidenses em 1990, recebendo reconhecimento oficial de organização sem fins lucrativos em 1991.
Muito embora o seu foco inicial tenha sido contra os abusos de direitos humanos na Rússia, a organização passou a se fazer presente em muitas outras partes do mundo, como na América Latina, África, Oriente Médio, Ásia, etc.
A IGLHRC mantém escritórios nas cidades de Nova Iorque, San Francisco e Buenos Aires. 

## Prêmio Felipa de Souza
Anualmente, desde 1994, a IGLHRC escolhe e agracia ativistas e ou organizações que trabalham em prol dos direitos humanos LGBT com seu Felipa de Souza. 
| 1994 | Juan Pablo Ordonez ABIGALE Lepa Mladjenovic | Colombia África do Sul Sérvia                         |
| 1995 | Tasmanian Gay and Lesbian Human Rights Group (TGLRG) Anjaree Luiz Mott                                                                            | Austrália Tailândia Brasil                            |
| 1996 | Não houve distribuição neste ano |                                                       |
| 1997 | Demet Demir Genc Xhelaj The Sister Namibia Collective Wilfredo Valencia Palacios (menção honrosa)                                                 | Turquia Albânia Namíbia El Salvador                   |
| 1998 | Circulo Cultural Gay (CCG) Dr. Tal Jarus-Hakak Dede Oetomo Nancy Cardenas (1934-1994, póstumo) Carlos Jauregui (1958-1996, póstumo)               | México Israel Indonésia México Argentina              |
| 1999 | Aung Myo Min Prudence Mabele Kiri Kiri e Chingu Sai Simon Nkoli (1957-1998, póstumo)                                                              | Birmânia África do Sul Coreia do Sul África do Sul    |
| 2000 | Dejan Nebrigic (1970-1999, póstumo) Ditshwanelo - The Botswana Center for Human Rights Intersex Society of North America (ISNA) William Hernandez | Sérvia Botsuana Estados Unidos da América El Salvador |
| 2001 | Companions on a Journey and Women’s Support Group Jamaica Forum for Lesbians, All-Sexuals and Gays Luis Gauthier (1950-2000, póstumo)             | Sri Lanka Jamaica Chile                               |
| 2002 | Elizabeth Calvet (1960-2001, póstumo) Marta Lucia Alvarez Giraldo, Marta Lucia Tamayo Rincon e Alba Nelly Montoya Cui Zi En Maher Sabry           | Brasil Colômbia China Egito                           |
| 2003 | Lohana Berkins | Argentina                                             |
| 2004 | The Gender/Sexuality Rights Association of Taiwan (G/STRAT)                                                                                       | Taiwan                                                |
| 2005 | Gay and Lesbians of Zimbabwe (GALZ) | Zimbábue                                              |
| 2006 | Rauda Morcos (ASWAT) | Israel                                                |
| 2007 | Blue Diamond Society | Nepal                                                 |
| 2008 | Iranian Queer Organization Andrés Ignacio Rivera Duarte                                                                                           | Canadá/Irão Chile                                     |
| 2009 | Helem Lebanese Protection for LGBT | Líbano                                                |
| 2010 | Colombia Diversa | Colômbia                                              |
| 2011 | LGBT Centre Mongolia | Mongólia                                              |
| 2012 | Karen Atala | Chile                                                 |
| 2013 | Yasemin Öz | Turquia                                               |
| 2014 | Gay Japan News KRYSS O Rainbow Rights Project (R-Rights) Women's Support Group                                                                    | Japão Malásia Paquistão Filipinas Sri Lanka           |
| 2015 | Chesterfield Samba, GALZ (Gays & Lesbians of Zimbabwe)                                                                                            | Zimbabwe                                              |
| 2016 | Arus Pelangi, National Federation of LGBTI Communities in Indonesia                                                                               | Indonésia                                             |
| 2017 | Caleb Orozco | Belize                                                |
| 2018 | Georges Azzi | Líbano                                                |
| 2019 | Rikki Nathanson | Zimbabwe/Estados Unidos da América                    |
| 2020 | |                                                       |
| 2021 | |                                                       |
| 2022 | |                                                       |
| 2023 | Eastern Caribbean Alliance for Diversity and Equality (ECADE)                                                                                     |                                                       |
| 2024 | |                                                       |